# イルピンの避難民への砲撃
イルピンの避難民への砲撃（イルピンのひなんみんへのほうげき）は、2022年ロシアのウクライナ侵攻のイルピンの戦いにおいて、ロシア軍がウクライナのイルピンの避難民がいた交差点を砲撃した事件を指す。
2022年3月6日の午前9時30分から午後2時まで、ロシア軍は、ウクライナの砲撃拠点が近くにあったため、数百人の市民がキーウへの避難に使っていたイルピンの交差点を繰り返し砲撃し、市民8人が亡くなった。ヒューマン・ライツ・ウォッチは、ロシア軍が違法、無差別、不均衡な攻撃を行ったと非難した。

## 経緯
3月6日、ウクライナ正教会の聖ヘオルヒー教会付近で、ウクライナ軍がロシア軍の侵攻を阻むために破壊した橋のすぐ南にあるP30道路の交差点に数百人の避難民がおり、彼らはロシア軍の侵攻から避難するためにイルピンからキーウへ向かっていた。また、交差点には、ウクライナ兵士12人がおり、民間人が荷物や子どもを連れていくのを手伝っていた。そのわずか180メートル離れたところでは、ウクライナ兵士が迫撃砲を発射していた。市民の避難に際し、戦闘の当事者間で一時停戦あるいは人道回廊に関する取り決めは何もなかった。
現場を取材したニューヨーク・タイムズのジャーナリストとフリーランスのジャーナリストは、数時間にわたり、避難民がいた交差点をロシア軍が爆撃したと報じ、ウクライナ当局は、ロシア軍が発射した炸薬填実弾が10分ごとに交差点と周辺地域に命中し、少なくとも市民8人が死亡したと発表した。
犠牲者の中には、子ども2人を含む4人組が含まれ、彼らは迫撃砲により亡くなった。
ヒューマン・ライツ・ウォッチによれば、ロシア軍が炸薬填実弾の行方を監視していた可能性があるという。ロシア軍は着弾先を知り、交差点から離れた場所に照準を合わせることが容易に出来たはずであるが、避難民がいた交差点を長時間にわたり砲撃しており、これはロシア側に、潜在的に無謀あるいは故意があったことを示し、また、繰り返し攻撃したことは、ロシア軍が、民間人を害する無差別あるいは不均衡な攻撃を行わないとする国際人道法における義務に違反し、民間人の死傷を避けるために実行可能なすべての措置を講じなかったことを示唆している。
また、ヒューマン・ライツ・ウォッチは、ウクライナ軍もまた、人口密集地帯での戦闘を避けるといった、民間人への被害を最小限にするための実行可能なすべての措置を講じる義務があったと指摘した。